# Индийско-тонганские отношения
Индийско-тонганские отношения — международные отношения, которые существуют между Индией и Тонга. Верховная комиссия Индии в Суве, Фиджи, одновременно аккредитована в Тонге.

## История
Король Тупоу IV и королева совершили государственные визиты в Индию в 1971 и 1976 гг.. Верховный комиссар Индии на Фиджи Т.П. Шринивасан провел переговоры с королём Тупоу IV после церемонии вручения верительных грамот. По словам Шринивасана, Тупоу IV был хорошо осведомлён о мировых делах и задал несколько вопросов о событиях в Индии и Южной Азии. Шринивасан также отметил, что у короля «остались очень хорошие воспоминания о своём визите в Индию, и он хвалил Air India, потому что авиакомпания предоставляла ему два места по цене одного, когда он летал с ними». Премьер-министр Индира Ганди посетила Тонга в 1981 году.
Премьер-министр и министр иностранных дел Тонга посетили Индию в мае 2002 года и провели обсуждения с премьер-министром Индии, министром иностранных дел и министром сельского хозяйства. Специальный посланник министра иностранных дел Индии по реформам ООН посетил Тонга в августе 2005 года. INS Tabar посетил страну в июле 2006 года и был проведён приём на борту фрегата, на котором присутствовали премьер-министр, члены кабинета министров, дипломатический корпус, старшие офицеры, местные жители Тонга и представители индийской общины. Командующий INS Tabar и дипломатический представитель в Канберре, Австралия, также встретились с наследным принцем. Государственный министр иностранных дел возглавил индийскую делегацию на встрече партнёров по диалогу после форума в Тонга в октябре 2007 года.
Вскоре после коронации король Георг Тупоу V совершил частный визит в Индию с 11 по 30 сентября 2009 года.
Верховный комиссар Индии в Суве, Фиджи, представлял Индию на похоронах короля Георга Тупоу V 27 марта 2012 года.
Спикер Лок сабхи Мейра Кумар и спикеры законодательных собраний Нагаленда (Киянили Пизейе) и Раджастхана (Депендра Сингх Шехават) посетили Тонга в апреле 2012 года для участия в полугодовом заседании исполнительного комитета Парламентской ассамблеи Содружества. Кумар открыл Солнечный проект Коломотуа 19 апреля.
Тонга является членом Форума тихоокеанских островов, официальным партнёром по диалогу которого является Индия. Двусторонние отношения получили импульс после инициирования Форума сотрудничества Индии и тихоокеанских островов правительством Нарендры Моди в 2014 году. Премьер-министр лорд Ту'ивакано возглавил делегацию Тонга для участия в саммите Индийского форума островных стран Тихого океана (FIPIC), организованном премьер-министром Индии Нарендрой Моди в Суве 19 ноября 2014 года. На саммите Моди объявил о многочисленных шагах, которые Индия предпримет для улучшения отношений с тихоокеанскими островными странами, включая Тонга, таких как смягчение визовой политики, увеличение субвенций для тихоокеанских островных стран до 200000 долларов в год, а также ряд мер по увеличению двусторонней торговли и помощь в развитии тихоокеанских островных стран. 11 ноября 2014 года издание The Tonga Herald опубликовало статью, в которой перечислены пять причин, по которым, по её мнению, премьер-министр Моди должен посетить Тонга.
Верховный комиссар Индии в Суве представлял Индию на коронации короля Тупоу VI 4 июля 2015 года. Семиси Факахау, министр сельского хозяйства, продовольствия, лесов и рыболовства, возглавил делегацию Тонга для участия во 2-м Саммите Форума тихоокеанских островных стран (FIPIC), состоявшемся в Джайпуре 21 августа 2015 года.

## Торговля
Двусторонняя торговля между Индией и Тонга составила 1,12 млн долларов США в 2015–2016 годах, увеличившись на 83,05% по сравнению с предыдущим финансовым годом. В 2015–16 годах Индия не производила импорт из Тонга, и вся стоимость торговли представляла собой индийский экспорт в страну. В 2014-2015 финансовом году Индия импортировала из Тонги пластмассы и пластмассовые изделия на сумму 100 000 долларов. Основными товарами, экспортируемыми Индией в Тонга, являются продукты из злаков, мука, крахмал или молоко, кондитерские изделия, пластмассы и пластмассовые изделия, фармацевтические препараты, сахар и кондитерские изделия.
Анвар Шейх, бывший директор Пунского колледжа искусств, науки и торговли, основал Профессиональный университет Содружества (CVU) в Тонга. Университет был открыт 6 февраля 2016 года министром полиции Тонга Похива Туионетоа и министром здравоохранения Сиосайей Тюкала. Анвар Шейх утверждает, что CVU — первый частный университет в стране.

## Иностранная помощь
Многие жители Тонга, в том числе члены королевской семьи, регулярно проходят подготовку по вопросам обороны и другие курсы в рамках Индийской программы технического и экономического сотрудничества (ITEC). Принц Туипелехаке стал первым тонганцем, посетившим Индийскую военную академию в июле 1972 года. Многие индийские эксперты были направлены в Тонга для оказания помощи в различных областях развития страны. Индия объявила, что будет предоставлять субсидию в размере 100 000 долларов США ежегодно каждой из 14 тихоокеанских островных стран, включая Тонга, на встрече партнёров Post Forum Dialogue в 2006 году. Сумма была увеличена до 125 000 долларов США ежегодно с 2009 года. В 2007 году Индия предоставила грант в размере 200 000 долларов США на строительство подъездной дороги от пристани к деревне Хунга и на модернизацию пристани Хунга. Правительство Индии предоставило субсидию в размере 300 000 долларов США для системы оповещения о цунами в июле 2014 года, 115 000 долларов США на модернизацию инфраструктуры Управления Комиссии по коммунальным услугам в октябре 2014 года и 72 000 долларов США на проект мониторинга спектра в сентябре 2015 года. 8 декабря 2008 года Индия передала в дар тонганским вооружённым силам 1200 новых полных комплектов униформы. 8 февраля 2017 года Верховный комиссар Индии на Фиджи Вишвас Виду Сапкал пожертвовал 600 долларов Обществу рака молочной железы Тонга.
Граждане Тонга имеют право на стипендии по программе ITEC. Военнослужащие тонганских вооружённых сил проходят военную подготовку в различных учебных заведениях Индии. Официальные лица Тонга приняли участие в семинаре TERI по устойчивому развитию, проведённом для островных стран Тихого океана в Суве в марте 2007 года. Тонганские дипломаты также посетили краткосрочные курсы для дипломатов стран Океании, организованные Институтом дипломатической службы в Нанди, Фиджи. Женщины Тонги проходят курс солнечной электрификации в Barefoot College в Тилонии.